# Siep Posthumus

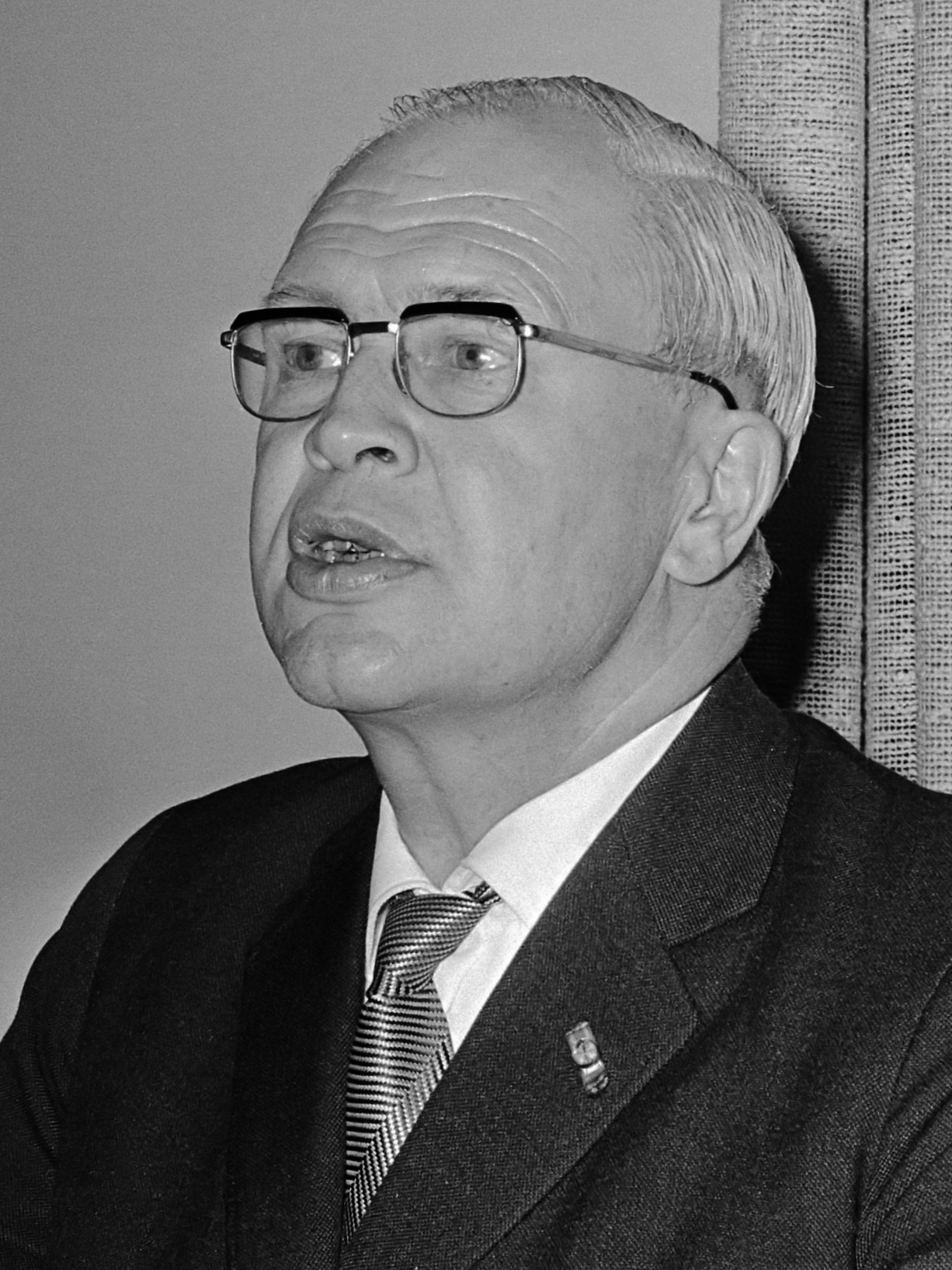
Siep Posthumus (1970)

Sijbrandus Auke „Siep“ Posthumus (* 29. April 1910 in Franeker, Provinz Friesland; † 25. Februar 1987 in Nootdorp, Provinz Südholland) war ein niederländischer Politiker des Vrijzinnig Democratische Bond (VDB) und später der Partij van de Arbeid (PvdA), der unter anderem zwischen 1965 und 1966 im Kabinett Cals Staatssekretär im Ministerium für Verkehr und Wasserwirtschaft war. Er war ferner 1958 bis 1965 sowie erneut zwischen 1968 und 1971 Mitglied des Europäischen Parlaments.

## Leben

### Studium, Chemieingenieur und Mitglied der Zweiten Kammer
Posthumus, Sohn eines Notars, besuchte von 1922 bis 1928 die Höhere Bürgerschule in Harlingen und absolvierte im Anschluss zwischen 1928 und 1934 ein Chemiestudium an der Technischen Hochschule Delft. Zu seinen Mitschülern und Kommilitonen gehörte Herman Witte, der als Politiker der Katholieke Volkspartij (KVP) mehrere Jahre Minister und sowohl Bürgermeister von Bergen op Zoom als auch von Eindhoven war. In den 1930er Jahren begann er sein Engagement für die Freisinnig-Demokratische Jugendorganisation VDJO (Vrijzinnig-Democratische Jongeren Organisatie). Nach Abschluss des Studiums war er von 1935 bis 1943 als Assistent am Lehrstuhl für anorganische Chemie an der Technischen Hochschule Delft tätig, ehe er von 1944 bis 1946 als Betriebsingenieur beim Königlichen Delfter Töpfereiwerk De Porceleyne Fles beschäftigt war. Er trat als Mitglied zunächst dem Vrijzinnig Democratische Bond (VDB) bei, dem er bis zu dessen Zusammenschluss mit der Sociaal-Democratische Arbeiderspartij (SDAP) und der Christelijk-Democratische Unie (CDU) zur Partij van de Arbeid (PvdA) am 6. Februar 1946 angehörte.
Nach Ende des Zweiten Weltkrieges wurde Posthumus als Kandidat der PvdA erstmals Mitglied der Zweiten Kammer der Generalstaaten und gehörte dieser bis zum 4. Mai 1965 an. Während der 16. Legislaturperiode war er vom 9. Juli 1946 bis zum 12. August 1948 Zweiter Sekretär sowie anschließend zwischen dem 12. August 1948 und dem 2. Juli 1959 Sekretär der PvdA-Fraktion in der Zweiten Kammer. Daneben war er zwischen 1947 und dem 1. September 1953 Mitglied des Gemeinderates von Delft sowie danach vom 14. Oktober 1954 bis zum 22. Dezember 1955 Mitglied des Gemeinderates von Rotterdam.
In dieser Zeit fungierte er von Februar bis Dezember 1955 auch als Vorsitzender der PvdA-Fraktion im Gemeinderat von Rotterdam.

### Mitglied des Europäischen Parlaments und Staatssekretär
Er war in der 19. und 20. Legislaturperiode zwischen dem 16. November 1956 und September 1963 Vize-Vorsitzender des Ständigen Kammerausschusses für Verkehr und Wasserwirtschaft sowie zugleich vom 30. September 1958 bis zum 24. Mai 1965 Vize-Vorsitzender des Ständigen Kammerausschusses für Kernenergie. Zugleich war er als Vertreter der Generalstaaten vom 19. März 1958 bis zum 24. Mai 1965 erstmals Mitglied des Europäischen Parlaments. Des Weiteren war er zwischen 1959 und 1963 Vorsitzender des PvdA-Verbandes von Rotterdam. Am 29. April 1964 wurde ihm das Ritterkreuz des Orden vom Niederländischen Löwen verliehen.
Am 4. Mai 1965 wurde er von Ministerpräsident Jo Cals zum Staatssekretär im Ministerium für Verkehr und Wasserwirtschaft (Staatssecretaris van Verkeer en Waterstaat) in dessen Regierung berufen und bekleidete dieses Amt bis zum 22. November 1966. Er war in dieser Funktion insbesondere für Güterverkehr, internationale Verkehrs- und Energieangelegenheiten verantwortlich. Er wurde am 5. Dezember 1966 Kommandeur des Orden von Oranien-Nassau.
Als Vertreter der PvDA war er zwischen dem 23. Februar 1967 und dem 10. Mai 1971 erneut Mitglied der Zweiten Kammer der Generalstaaten.
Während dieser 22. Legislaturperiode war er vom 1. März 1967 bis zum 10. Mai 1971 Vorsitzender des Ständigen Kammerausschusses für Kernenergie. Zugleich gehörte er als Vertreter der Generalstaaten vom 11. März 1968 bis zum 15. September 1971 wieder dem Europäischen Parlament als Mitglied an.